# King and Lionheart
"King and Lionheart" é uma canção gravada pela banda islandesa de folk-pop Of Monsters and Men, escrita co-vocalista Nanna Bryndís Hilmarsdóttir e produzido pela própria banda com Aron Arnarsson e Jacquire King para o álbum de estúdio de estréia da banda, My Head Is an Animal. A canção mantém a sua posição em ambas as edições do álbum, aparecendo como a segunda faixa nas duas versões (versão original islandesa e na versão internacional). Depois de chegar a #1 na parada de singles islandêsa Tónlist em 2012, a canção foi lançada nas rádios nos Estados Unidos e Reino Unido em março de 2013. A música ficou em #17 na Billboard de músicas alternativas.

## Videoclipe

Screenshot do clipe

O vídeo da música "King and Lionheart" foi dirigido pelo grupo de produção de vídeo WeWereMonkeys, foi produzido e lançado em 23 de janeiro de 2013. O vídeo, que espelha o estilo de arte nórdica do videoclipe de "Little Talks", também dirigido por WeWreMonkeys, mistura os estilos de arte visual bidimensional com fundos processados com imagens geradas por computador e live-action.

## Lista de faixas
| Single promocional do Reino Unido |                      |         |  |
| N.º                               | Título               | Duração |  |
| 1.                                | "King and Lionheart" |         |  |

## Pessoal
Adaptado do encarte de My Head Is an Animal.
| Of Monsters and Men - Arnar Rósenkranz Hilmarsson – Bateria, percussão, co-produção - Árni Guðjónsson – acordeão, piano, órgão, co-produção - Brynjar Leifsson – guitarra elétrica e barítono, co-produção - Kristján Páll Kristjánsson – baixo, co-produção - Nanna Bryndís Hilmarsdóttir – vocais, violão, co-produção - Ragnar Þórhallsson – vocais, violão, co-produção | Pessoal adicional - Aron Arnarsson – programador, produtor - Jacquire King – produtor - Craig Silvey – mixagem - Greg Calbi – masterização |

## Desempenho nas paradas
| Paradas (2013)                                     | Melhor posição |
| -------------------------------------------------- | -------------- |
| Estados Unidos (Billboard Hot Rock Songs)          | 28             |
| Estados Unidos (Billboard Adult Alternative Songs) | 14             |
| Estados Unidos (Billboard Alternative Airplay)     | 17             |

| Paradas (2013)                            | Posição |
| ----------------------------------------- | ------- |
| Estados Unidos (Billboard Hot Rock Songs) | 88      |

## Histórico de lançamento
| Região         | Data               | Formato             | Gravadora        |
| -------------- | ------------------ | ------------------- | ---------------- |
| Reino Unido    | 3 de março de 2013 | CD-R (Rock moderno) | Republic Records |
| Estados Unidos | 4 de março de 2013 | CD-R (Rock moderno) | Republic Records |